# Плёсо (деревня, Бабаевский район)
Плёсо — деревня в Бабаевском районе Вологодской области.
Входит в состав Борисовского сельского поселения (с 1 января 2006 года по 13 апреля 2009 года была центром Плосковского сельского поселения), с точки зрения административно-территориального деления — центр Плосковского сельсовета.
Расположена на берегу реки Колпь. Расстояние до районного центра Бабаево по автодороге — 89 км, до центра муниципального образования села Борисово-Судское по прямой — 21 км. Ближайшие населённые пункты — Заельник, посёлок Плёсо, Плоское.
По переписи 2002 года население — 70 человек (32 мужчины, 38 женщин). Преобладающая национальность — русские (97 %).